# Murat Ocak
Murat Ocak (ur. 1 stycznia 1982 w Bafrze) – turecki piłkarz grający od 2014 roku w klubie Aksaraysporze na pozycji lewego obrońcy.
Przed Karşıyaką grał m.in. w Çarşambasporze, Çorumsporze, İstanbul Büyükşehir Belediyespor, Trabzonsporze, MKE Ankaragücü i Çaykur Rizesporze.